# Augusto Paolo Lojudice
Augusto Paolo Lojudice (Roma, 1 de julho de 1964) é um cardeal italiano da Igreja Católica. É o atual arcebispo de Siena-Colle di Val d'Elsa-Montalcino e Bispo de Montepulciano-Chiusi-Pienza.

## Biografia
Augusto Paolo Lojudice nasceu em 1 de julho de 1964 em Roma, capital italiana. Cresceu no bairro romano de Torre Maura, onde desde jovem amadureceu sua vocação em contato com a juventude e as realidades eclesiais da região, como a paróquia de Nostra Signora del Suffragio (hoje paróquia de Nostra Signora del Suffragio e Sant'Agostino di Canterbury), onde também trabalharam as homônimas Irmãs Ministras de Nossa Senhora do Sufrágio.

## Formação e ministério sacerdotal
Após o diploma do ensino médio clássico, obtido em 1983 no Liceo San Benedetto da Norcia (posteriormente Liceo Ginnasio Immanuel Kant), completou os estudos de preparação ao sacerdócio no Pontifício Seminário Romano Maior e na Pontifícia Universidade Gregoriana, obtendo uma licença em Teologia Fundamental.
Em 29 de outubro de 1988 foi ordenado diácono, na Arquibasílica de São João Latrão, por imposição das mãos do Cardeal Ugo Poletti, Vigário Geral de Sua Santidade para a diocese de Roma e arcipreste da mesma basílica, que em 6 de maio de 1989 também lhe conferiu ordenação sacerdotal; foi incardinado aos vinte e quatro anos como sacerdote da mesma diocese.
Tornou-se então vigário paroquial da paróquia de Santa Maria del Buon Consiglio a Porta Furba até 1992, quando foi nomeado vigário paroquial da paróquia de San Vigilio. Em 1997 foi nomeado pároco da paróquia de Santa Maria Madre del Redentore em Tor Bella Monaca, onde permaneceu até 2005 para se tornar diretor espiritual do Pontifício Seminário Maior Romano. Em 2014 foi nomeado pároco da paróquia de San Luca a Via Prenestina.

## Ministério episcopal

### Bispo auxiliar

Brasão como Bispo auxiliar da Roma

Em 6 de março de 2015, Lojudice foi nomeado como Bispo auxiliar da Diocese de Roma pelo Papa Francisco, recebendo sua ordenação episcopal como bispo-titular de Alba Marítima na Arquibasílica de São João de Latrão, catedral de Roma, em 23 de maio, do cardeal Agostino Vallini, vigário geral de Sua Santidade para o Vicariato de Roma, coadjuvado por Romano Rossi, bispo de Civita Castellana, e Paolo Schiavon, bispo auxiliar emérito da Diocese de Roma.
Ele era responsável pela parte sul da cidade e sua periferia, bem como por Óstia, na costa. Na Conferência Episcopal Italiana, foi secretário da Comissão Episcopal para as Migrações. Dom Lojudice criticou o sentimento anti-imigrante promovido por "certos mafiosos" e afirmou que "a maioria dos romanos tem uma atitude fundamentalmente caridosa e não é facilmente influenciada".

### Arcebispo

Brasão como Arcebispo de Siena

Em 6 de maio de 2019, foi promovido à dignidade de arcebispo metropolitano de Siena-Colle di Val d'Elsa-Montalcino, ele sucedeu Monsenhor Antonio Buoncristiani, sendo instalado em 16 de junho. Recebeu o pálio em 29 de junho, no dia da Festa de São Pedro e São Paulo, na Basílica de São Pedro, que lhe foi imposto no dia 13 de outubro na Catedral Metropolitana de Siena por Dom Emil Paul Tscherrig, núncio apostólico na Itália.
A partir de 21 de julho de 2022 foi nomeado bispo in persona episcopi de Montepulciano-Chiusi-Pienza.

### Cardeal
Em 25 de outubro de 2020, o Papa Francisco anunciou a sua criação como cardeal no consistório programado para 28 de novembro. Recebeu o anel cardinalício, o barrete vermelho e o título de cardeal-presbítero de Nossa Senhora do Bom Conselho. É o nono arcebispo de Siena a receber a púrpura na história da Igreja, quase 200 anos após a morte do último cardeal, Antonio Felice Zondadari.
O papa o nomeou membro da Congregação para os Bispos em 16 de dezembro de 2020. Em 21 de dezembro de 2021, foi nomeado representante da Santa Sé junto à comunidade de Nomadélfia pela Congregação para o Clero, por um mandato de cinco anos, renovável a partir de 1º de janeiro de 2022. Foi um dos indicados a presidente da Conferência Episcopal Italiana em 2022. Em 2 de junho de 2023, o Santo Padre o nomeou — com efeito a partir de 1º de janeiro de 2024 — Juiz do Tribunal de Cassação do Estado da Cidade do Vaticano.
Monsenhor Lojudice foi eleito presidente da Conferência Episcopal Toscana em 2 de setembro de 2024, sucedendo ao Cardeal Giuseppe Betori.